# Herrenhausen-Stöcken
Herrenhausen-Stöcken er det 12. bydistrikt i den tyske by Hannover. Distriktet havde 35.920 indbyggere i 2014, og det består af kvartererne Herrenhausen (7.660 indbyggere), Burg (3.716 indbyggere), Ledeburg (6.096 indbyggere), Leinhausen (3.008 Einwohner), Marienwerder (2.486 indbyggere), Nordhafen (128 indbyggere) og Stöcken (12.578 indbyggere).

## Befolkningsudvikling
Grafen viser befolkningsudviklingen i bydelen Ahlem-Badenstedt-Davenstedt siden 1. januar 2005. 

## Herrenhausen

### Fra fiskerleje til bykvarter
Fiskerlejet Hagerinhusen (senere landsbyen Höringehusen) ved floden Leine er kendt siden 1216. I 1666 opførte hertugen sommerresidensen Herrenhausen, og det tidligere fiskerleje blev til byen Herrenhausen. Nu er Herrenhausen det kvarter i Herrenhausen-Stöcken, der ligger nærmest Hannovers centrum.

### Slottet Herrenhausen
Sommerresidensen Herrenhausen blev opført i 1666. Slottet blev brugt af kurfyrsterne og kongerne fra Huset Hannover. Dermed er slottet knyttet både til Hannovers og Storbritanniens historie. Slottet blev ødelagt under et britisk bombardement den 18, oktober 1943. 

### Barokhaverne
I 1638 anlagde fyrst Georg af Calenberg den første store have ved landsbyen Höringehusen. Frem til 1821 anlagde hans efterfølgere flere store haver i barok stil. Disse haver findes endnu.

52°24′14″N 9°41′08″Ø / 52.403888888889°N 9.6855555555556°Ø